# مدو (تگزاس)
مدو، تگزاس(به انگلیسی: Meadow, Texas) شهری در ایالت تگزاس از ایالات جنوبی ایالات متحده آمریکا است. در سرشماری سال ۲۰۰۰، جمعیت این شهر ۶۵۸ نفر اعلام شد.